# Lucie Konečná
Lucie Konečná (* 11. září 1969 Liberec) je česká scenáristka a spisovatelka.

## Život
Po maturitě pracovala v libereckém Jedličkově ústavu, pracovala v libereckém divadle F. X. Šaldy a podnikala.  Později vystudovala pražskou FAMU. Je autorkou scénářů řady bakalářských příběhů a TV filmů. Sedm let psala scénáře pro pořad Noc s Andělem. Jejím nejznámějším dílem je seriál Ordinace v růžové zahradě. Po třech letech kultovní seriál opustila. Je vdaná, má syna Kryštofa a dceru Stelu.

## Dílo
Roku 2019 jí vyšla první kniha, ženský román s názvem Vířivka.